# Pargny-et-Filain
Pour les articles homonymes, voir Pargny (homonymie) et Filain.
Pargny-et-Filain est une commune française située dans le département de l'Aisne, en région Hauts-de-France.
Elle est créée le 1er janvier 2025 par la fusion de deux communes de Filain et de Pargny-Filain, sous le régime juridique des communes nouvelles.

## Géographie

### Communes limitrophes
Les communes limitrophes sont  Aizy-Jouy, Chavignon, Monampteuil, Ostel et Urcel.

## Toponymie
Le nom de la localité est attesté sous les formes Patriniacus (858) ; Parigniacum (1135) ; Parigni (1160) ; Parreigniacum (1185) ; Paregni (1212) ; Paregniacum (1217) ; Pargny (1268) ; Pargniacus (1335) ; Pargny-les-Fillains (1463) ; Pargny-Fillain (1553) ; Pargny-les-Fillain (1565) ; Pargny-les-Filains (1640) ; Pargny-lez-Filin (1657).
Entre les XVe et XVIIesiècles, la préposition « lès » permettait de signifier la proximité d'un lieu géographique par rapport à un autre lieu. il s'agissait d'une localité qui tenait à se situer par rapport à une ville voisine plus grande. Pargny indiquait qu'elle se situe près de Filain.
Filain est attesté sous les formes Filaines (1143) ; Philenis (1172) ; Filenis (1185) ; Filains (1210) ; Filens (1212) ; Phillenis (1236) ; Fiulains (1326) ; Fillains (1384) ; Fieulains (1389) ; Fillain (1488) ; Filain (1496) ; Fieulain (1515) ; Philains (1518) ; Fillain-lez-Pargny (1556) ; Philain (1573).

## Histoire
La commune est créée le 1er janvier 2025 à la suite d'un arrêté préfectoral du 20 novembre 2024 par la fusion des communes de Filain et de Pargny-Filain. Le chef-lieu de la commune nouvelle est fixé à la mairie de l'ancienne commune de Pargny-Filain.

## Politique et administration
Jusqu'aux prochaines élections municipales françaises de 2026, le conseil municipal de la commune nouvelle est constitué de l'ensemble des membres en exercice des conseils municipaux des deux communes fondatrices.

### Liste des maires
| Période      | Période                       | Identité      | Étiquette | Qualité                                       |
| ------------ | ----------------------------- | ------------- | --------- | --------------------------------------------- |
| janvier 2025 | En cours (au 11 janvier 2024) | Pascal Ozenne |           | Cadre supérieur Ancien maire de Pargny-Filain |

### Communes fondatrices
| Nom                   | Code Insee | Intercommunalité     | Superficie (km2) | Population (dernière pop. légale) | Densité (hab./km2) |
| --------------------- | ---------- | -------------------- | ---------------- | --------------------------------- | ------------------ |
| Pargny-Filain (siège) | 02589      | CC du Val de l'Aisne | 5,01             | 250 (2022)                        | 50                 |
| Filain                | 02311      | CC du Val de l'Aisne | 4,78             | 121 (2022)                        | 25                 |

## Population et société

### Démographie
L'évolution du nombre d'habitants est connue à travers les recensements de la population effectués dans la commune depuis sa création.

En 2022, la commune comptait 371 habitants.
| 2021 | 2022 |
| ---- | ---- |
| 374  | 371  |